# 秋雲 (駆逐艦)
秋雲（あきぐも）は、日本海軍の駆逐艦。陽炎型駆逐艦（不知火型）の最終19番艦である。
本艦は戦後長らく夕雲型駆逐艦とされていたが、1994年に陽炎型駆逐艦であるという研究が発表された（後述）。艦名は海上自衛隊のやまぐも型護衛艦5番艦「あきぐも」に継承された。

## 艦歴

### 太平洋戦争開戦まで
駆逐艦「秋雲」は1939年度（④計画）仮称第115号艦として浦賀船渠で1940年（昭和15年）7月2日起工。
1941年（昭和16年）3月25日、「秋雲（アキグモ）」と命名。同日附で昭和16年度内令246号により一等陽炎型に分類される。横須賀鎮守府仮定。
同年4月11日進水。
4月10日まで白露型駆逐艦4番艦「夕立」駆逐艦長だった有本輝美智中佐 は、6月15日附で秋雲艤装員長に任命される。
6月17日、浦賀船渠浦賀工場内に秋雲艤装員事務所を設置する。
同年9月27日に竣工。同日附で秋雲艤装員事務所を撤去。有本も正式に秋雲駆逐艦長（初代）となる。同日附で正式に横須賀鎮守府所属。

### 真珠湾攻撃からガダルカナル島
竣工後は瀬戸内海に回航されて訓練に従事した。同時に9月27日附で、編制されたばかりの第五航空戦隊（司令官原忠一少将・海軍兵学校39期） に編入され、吹雪型駆逐艦「朧」とともに最新鋭の翔鶴型航空母艦2隻（翔鶴、瑞鶴）の護衛を務める。
11月17日、来る真珠湾攻撃のために編成された第一航空艦隊（司令長官南雲忠一中将・海兵36期）に参加する。当初は加入の予定がなかったものの、前級の陽炎型駆逐艦より長い航続力が買われて急遽加入される事となった。
警戒部隊指揮官大森仙太郎第一水雷戦隊司令官の指揮下、機動部隊警戒隊は10隻（軽巡《阿武隈》、第17駆逐隊《谷風、浦風、浜風、磯風》、第18駆逐隊《不知火、陽炎、霰、霞》、五航戦《秋雲》）を揃えた。
真珠湾攻撃から帰投後、陽炎駆逐艦長横井稔中佐が脳溢血で倒れた。12月22日附で横井艦長は職務を解かれ、有本（秋雲艦長）は陽炎駆逐艦長へ転任した（有本は、陽炎が沈没するまで陽炎駆逐艦長を務めた）。後任の秋雲駆逐艦長は呉海軍工廠水雷部検査官・魚雷実験部部員・製鋼部検査官・呉海軍軍需部部員の相馬正平中佐となる。
1942年（昭和17年）に入ってからはラバウル、ニューギニアおよびビスマルク諸島方面の作戦に参加する。2月から3月にかけては第五航空戦隊とともに後方に下がって三菱横浜造船所で整備の後、セイロン沖海戦に参加することとなった。しかし、ウィリアム・ハルゼー中将率いるアメリカ第16任務部隊がウェーク島と南鳥島を奇襲攻撃するに及んで、第五航空戦隊とともに警戒行動に加わったため、前進根拠地への進出は遅れる事となった。一連のセイロン島をめぐる海戦では、補給部隊の護衛に就いた。
4月10日、駆逐艦2隻（秋雲、朧）は第五航空戦隊から外され、第27駆逐隊（時雨、白露、有明、夕暮）が五航戦に編入された。同時に、4月10日附の戦隊改編により第一航空艦隊の直衛に任ずる部隊として第十戦隊（司令官木村進少将・海兵40期）が編成される。本艦は4月15日附で夕雲型駆逐艦3隻（夕雲、巻雲、風雲）が所属する第10駆逐隊（司令阿部俊雄大佐・海兵46期、3月14日編制） に編入された。また、第10駆逐隊も第十戦隊に編入された。これまでの第一水雷戦隊（司令官大森仙太郎少将・海兵41期）に代わって機動部隊の直衛に就く第十戦隊（実際には第7駆逐隊《潮、曙、漣》のかわりに第4駆逐隊《嵐、野分、萩風、舞風》が所属）は6月5日のミッドウェー海戦が初陣となったが、海戦は惨敗する。「秋雲」は海戦直前に機動部隊を離れて補給部隊の護衛に回っていた。また直後のアリューシャン攻略作戦にも参加した。
7月14日、臨時編成の第一航空艦隊が解散して第三艦隊が編成され、ひきつづき南雲忠一中将が三艦隊司令長官、草鹿龍之介少将が三艦隊参謀長となった。戦備が整うまでの間、第10駆逐隊2隻（秋雲、風雲）は佐世保鎮守府協力部隊として行動し、7月25日馬公発の第239船団の護衛を途中より行った。この間の8月7日、ガダルカナル島にアメリカ軍が上陸してガダルカナル島の戦いが始まった。
8月16日、第三艦隊は柱島泊地を出撃してトラック諸島に向かうが、アメリカ機動部隊が出現した事によりソロモン諸島東方海域に急行した。第二次ソロモン海戦に参加後、9月29日からは第三水雷戦隊（橋本信太郎中将・海兵41期）の指揮下に入り、ショートランドへ進出して ガダルカナル島に対する「鼠輸送」を10月3日、6日および9日の3回にわたって行った。いずれもタサファロング沖に進入し、陸兵や糧食、武器弾薬を揚陸。10月6日の作戦でカッターを一隻処分した以外に損害はなかった。

### ホーネット撃沈

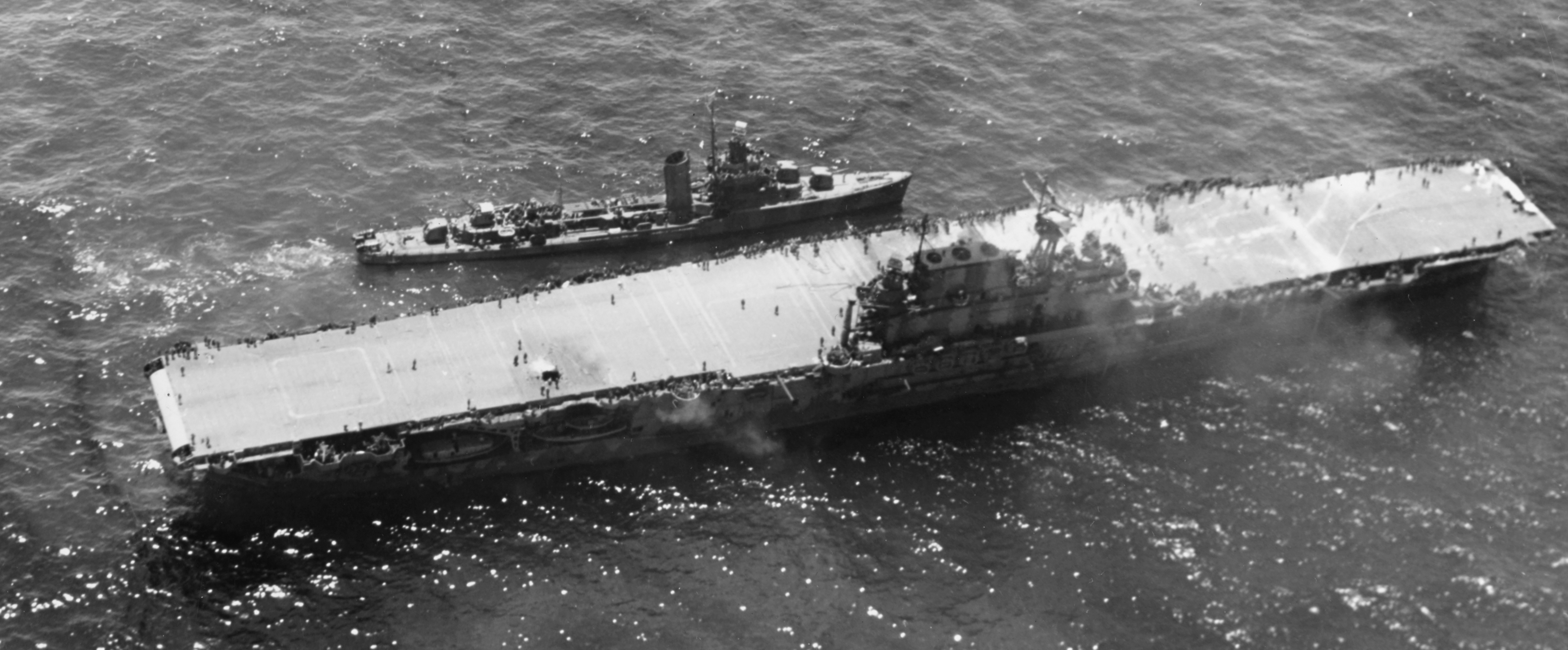
乗員を退艦させるホーネット

10月26日の南太平洋海戦では前衛部隊に配される。日米両機動部隊の激闘の末、アメリカ軍の空母ホーネットは爆弾5発と魚雷3本が命中して大破し、損害は甚大で復旧不能と判断したアメリカ軍はホーネットの曳航を断念した。鹵獲を避けるべくホーネットの処分を試み、駆逐艦「マスティン」 (USS Mustin, DD-413) およびアンダーソン (USS Anderson, DD-411) に処分をゆだねた。マスティンとアンダーソンは魚雷9本と400発に及ぶ5インチ砲の砲撃を行ったが、ホーネットは沈まなかった。そうこうしている内に、前衛部隊が迫ってきたのでマスティンとアンダーソンは避退していった。
「事情許さば、拿捕曳航されたし」と連合艦隊参謀長であった宇垣纏少将（海兵40期）の命令を受け、巻雲とともにホーネット追跡の命を受けて、前衛部隊から分離した。日が暮れようとする海原を前進すると、彼方から遠雷のような砲声を聞いた。これは、先にマスティンとアンダーソンがホーネットに砲弾と魚雷を撃ち込んでいた音だったと考えられた。やがて、前方の水平線上が赤味を帯びているのが見えた。接近してみると炎上して漂流中の「ホーネット」だった。ホーネットはいたるところから火を噴き、艦首からは曳航されていたことを物語るロープが数本垂れ下がっていた。また、甲板上には戦死した兵員の遺体がいくつか横たわっているのが確認された。駆逐艦長相馬正平少佐は、まず砲撃によりホーネットを撃沈しようと決心し、備砲の照準を吃水線下に合わせて砲撃を開始した。しかし、砲弾は命中するもののホーネットは微動だにしなかったので、24発撃ち込んだところで砲撃は打ち切られた。次に爆雷投下で穴を開けてホーネットを撃沈しようと試みるも、爆雷の投射距離が50メートル程度で炎上中のホーネットに接近する事が危険であったので断念し、魚雷での処分に切り替えられた。ホーネットの右舷側に移っておよそ2,000メートルの間合いを取り、深度5メートルに調整された酸素魚雷を2本発射。「巻雲」も2本を発射し、4本のうち3本が命中した。
右舷への傾斜が強まったホーネットの姿を見た相馬艦長は、この光景を軍令部に報告提出すべく写真撮影するよう命じるが、航海長に「夜ですから写真は無理ではないですか」と意見されたため、スケッチでホーネットの姿を記録する事となった。スケッチは絵の上手な中島斎信号員が行う事となった。中島信号員が「細部が見えない」と申し出ると、相馬艦長はスケッチの助けにしてやろうと「探照燈照射用意」と令して、ホーネットに向けて何度もサーチライトを照射した。この行為は自らの存在を敵潜水艦に知らしめることにもつながりかねず、事情を知らない他の秋雲の乗組員は驚き、巻雲からは「如何セシヤ」の発光信号を送った。相馬艦長は周囲の驚きをよそに5回、6回もサーチライトの照射を行い、「大胆というか、無謀というか」 所業の助けを得た中島信号員は、無事にホーネットの最後の姿を描ききることが出来た。中島信号員が描いたスケッチは後世に残された。やがてホーネットは傾斜と火勢が増し、10月26日22時34分 にサンタクルーズ諸島沖に沈んでいった。乗組員の中には、「東京空襲の仇を取ったぞ」と喝采をあげる者もいた。
海戦終了後、10月30日にトラック諸島に帰投したが、その際に推進器を損傷したため「巻雲」に魚雷と弾薬を譲って内地帰投が決まった。
駆逐艦部隊（第4駆逐隊《嵐、野分》、第61駆逐隊《秋月》、第10駆逐隊《秋雲》、第17駆逐隊《浦風、谷風、磯風、浜風》）は南太平洋海戦で損傷した空母2隻（翔鶴、瑞鳳）、重巡2隻（熊野、筑摩）を護衛して内地へ帰投、11月6-7日にそれぞれの母港へ到着した。
このため、第三次ソロモン海戦など11月から12月にかけてのガダルカナル島をめぐる戦いには参加しなかった。

### 昭和18年の戦い
1943年（昭和18年）1月上旬、呉海軍工廠での修理を終える。
1月6日、特型運貨筒を積載してトラック泊地へ向かう水上機母艦（甲標的母艦）「日進」を護衛して、「秋雲」は瀬戸内海を出発した。
1月18日附で、第10駆逐隊司令は阿部俊雄大佐（後日、軽巡大淀艦長、空母信濃艦長）から吉村真武大佐 に交代（吉村大佐は1月7日まで軽巡龍田艦長）。同日、岩国沖を出撃、大和型戦艦2番艦「武蔵」、第一航空戦隊（瑞鶴、瑞鳳）、護衛艦6隻（軽巡《神通》、第10駆逐隊《秋雲、夕雲、巻雲、風雲》、第16駆逐隊《雪風》）という編制でトラック泊地へと向かった。1月23日、トラックに到着。3度にわたるガダルカナル島からの撤退作戦である「ケ号作戦」に全て参加する。
なお、航海中の1月19日に第十戦隊旗艦「秋月」が米潜水艦ノーチラスの雷撃で大破。その際に木村司令官は負傷したため1月21日附で第二水雷戦隊司令官小柳冨次少将が第十戦隊司令官に任命された。
2月1日からの第一次作戦では692名の人員を収容してショートランドに帰投する。2月4日からの第二次作戦、2月7日からの第三次作戦でも被害を受けることなく作戦を遂行した。同作戦中、「巻雲」が沈没して第十駆逐隊は3隻（秋雲、夕雲、風雲）となった。
「ケ号作戦」終了後はパラオに移動し、ニューギニアの戦いに投入される第四十一師団主力をウェワクへ輸送する丙三号輸送に参加。「秋雲」の編入された第三輸送隊 は2月21日にパラオから出発し、2月24日にウェワクに着いた。
3月に、ウェワクとマダンの間にあるハンサ湾への第二十師団の一部などの輸送（第一次ハンサ輸送）に参加。「秋雲」と「風雲」、「夕雲」、「五月雨」、「皐月」が輸送船6隻 を護衛して3月6日にパラオから出発し、3月12日にハンサ湾に到着した。帰路は「秋雲」と「五月雨」が船団を護衛してパラオへ向かったが、途中でB-17の爆撃により輸送船「桃山丸」が沈没。「秋雲」は91名を収容した。
その後はラバウルへ進出。4月1日、「秋雲」と「五月雨」、「朝雲」、「夕雲」、「風雲」はショートランドへ人員、弾薬などを揚陸（コロンバンガラへの輸送予定であったが敵機の妨害のため引き返した）。4月5日、「秋雲」と「五月雨」、「朝雲」、「夕雲」はコロンバンガラへの輸送を行なった。輸送したものは不明。4月10日、「秋雲」と「夕雲」はフィンシュハーフェンへの輸送に向かうが、敵機の攻撃を受けたため目的地を変更しニューブリテン島ツルブへ兵員などを揚陸した。
このあと、第十戦隊（旗艦《阿賀野》、第16駆逐隊《雪風》、第10駆逐隊《夕雲、秋雲》）は第一航空戦隊（瑞鶴、瑞鳳）を護衛して内地へ帰投。「秋雲」は5月9日に横須賀に帰投した。5月23日には、木更津沖に停泊する連合艦隊旗艦「武蔵」に横付けして、4月18日に機上戦死（海軍甲事件）を遂げた連合艦隊司令長官山本五十六元帥（海兵32期）の遺骨を引き取り、横須賀に上陸させるという大任も仰せつかった。5月31日から6月5日までは横須賀海軍工廠で整備を行い、電波兵器の新設工事等を実施した。
6月10日、第六駆逐隊（「秋雲」、「風雲」、「夕雲」）は北方部隊に編入。6月13日に幌筵海峡に到着し、北方部隊の水雷部隊に編入された。7月に行われたキスカ島撤退作戦には途中反転の第一次作戦、成功した第二次作戦ともに収容駆逐隊として参加。463名の人員を収容して幌筵島に帰投した。撤退作戦を終えた後は8月3日付で機動部隊に復帰し、横須賀を経て 呉へ向かう。8月16日、連合艦隊司令長官古賀峯一大将直率の主力部隊（戦艦3隻〈大和、長門、扶桑〉、空母〈大鷹〉、巡洋艦3隻〈愛宕、高雄、能代〉、駆逐艦部隊〈涼風、海風、秋雲、夕雲、若月、天津風、初風〉）は呉を出撃し、トラックへ向かう。9月5日付で第三水雷戦隊（司令官伊集院松治大佐・海兵43期）に編入され、ラバウル進出後は「セ号作戦」の旗艦を務め、二度にわたるコロンバンガラ島からの撤退作戦を成功させた。コロンバンガラ島からの日本軍の撤退は、同時に隣接するベララベラ島守備隊の役割が終わった事を意味していたので、ベララベラ島からの撤退も急遽行われる事となった。
この作戦中の9月21日附で吉村は第10駆逐隊司令の職務を解かれ（10月11日より阿賀野型軽巡洋艦3番艦矢矧艤装員長）、天野重隆大佐（8月20日まで第21駆逐隊司令） に交代する。
10月5日朝5時、第三水雷戦隊司令官伊集院大佐は夜襲隊（秋雲《旗艦：伊集院司令官座乗》、風雲、夕雲、磯風、時雨、五月雨）を率いてラバウルを出撃。ブーゲンビル島北方海域で輸送部隊と合流の後ベララベラ島に接近する。この時、両部隊はアメリカ軍偵察機によって発見されており、これに基づいてフランク・R・ウォーカー大佐率いる第4駆逐部隊がベララベラ島近海に急行した。夜半過ぎにウォーカー大佐率いる第4駆逐部隊がレーダーで夜襲部隊あるいは輸送部隊と思われる目標を探知し、日本側も風雲・時雨・五月雨が相次いで敵影を発見した。引き続き旗艦を務める「秋雲」も見張り員や水雷長、砲術長が少なくとも3隻の巡洋艦および駆逐艦を発見していたが、第三水雷戦隊の先任参謀に「味方の間違いではないか」と問いただされた。相馬艦長は見張り員や水雷長、砲術長の言い分を総合して相手が敵であると確信し、伊集院大佐に「司令官、敵ではありませんか」と助言し終えた瞬間、第4駆逐部隊からの先制攻撃を受けた。こうして始まった海戦、後に第二次ベララベラ海戦と呼ばれる戦いは、日本側は「夕雲」を失ったものの、ベララベラ島からの人員撤収には成功した。アメリカ側はシャヴァリア (USS Chevalier, DD-451) が大破処分されたほか、ウォーカー大佐が座乗したセルフリッジ (USS Selfridge, DD-357) も魚雷命中で艦首を失って大破し、オバノン (USS O'Bannon, DD-450) は航行不能となったシャヴァリアに追突して損傷。撤収作戦を阻止する事ができなかった。
海戦後はトラック方面に下がって、機動部隊とともにエニウェトク環礁方面を行動した他、トラックと横須賀間の護衛任務に従事する。10月31日、「夕雲」の代艦として朝潮型(満潮型)駆逐艦「朝雲」が第10駆逐隊に加入（朝雲は第九駆逐隊からの転出）、第10駆逐隊は3隻編制（風雲、秋雲、朝雲）となる。
11月11日、秋雲駆逐艦長は初春型駆逐艦4番艦初霜駆逐艦長の入戸野焉生少佐に交代。
11月24日、「秋雲」はクェゼリン環礁へ向かう特設運送船（給油）東亜丸（飯野海運、10,052トン）を護衛してトラックを出港するが、翌11月25日にポンペイ島北方海域でアメリカ潜水艦シーレイヴンの雷撃により東亜丸が沈没した。ただちに爆雷攻撃を行ったものの、シーレイヴンを取り逃がした。その後はトラックとパラオ間の護衛任務を行った。
12月3日、軽巡「阿賀野」（十戦隊旗艦）の損傷時に負傷した第十戦隊司令官大杉守一少将は退任、木村進少将（初代第十戦隊司令官）が再び第十戦隊司令官職に就いた。
12月12日、駆逐艦4隻（秋雲、風雲、山雲、谷風）は大型艦2隻（空母《翔鶴》、戦艦《大和》）を護衛してトラックを出発、17日に横須賀へ帰着した。

### 昭和19年の戦い
横須賀での二度にわたる整備ののち、第十戦隊（秋雲、風雲、若月）は「翔鶴」を護衛して瀬戸内海に向かった。訓練の後、2月6日に第十戦隊（矢矧、秋雲、風雲、若月、秋月）は第一航空戦隊（翔鶴、瑞鶴）、重巡洋艦筑摩を護衛して洲本沖を出撃し、リンガ泊地へ進出した。一旦「瑞鶴」とともに呉に戻った後、3月に入って大型艦4隻（空母《瑞鶴》、戦艦《金剛、榛名》、重巡《最上》）を護衛して再度リンガ泊地へ進出し、各種訓練に参加した。
3月20日附で第十駆逐隊司令天野重隆大佐は第61駆逐隊（涼月、初月、若月、秋月）司令へ転任し、後任の10駆司令は秋月型駆逐艦3番艦涼月駆逐艦長赤澤次壽雄大佐となった。
4月1日、第10駆逐隊（秋雲、風雲）、重巡洋艦2隻（利根、筑摩）とともに航空基地物件輸送のため昭南（シンガポール）を出撃してダバオに向かうが、途中で輸送任務が中止となったため昭南に引き返した。3隻（利根、筑摩、風雲）とはここで別れ、別途物件輸送のため4月5日に昭南を出撃して再度ダバオに向かう。4月9日にダバオに到着して燃料や航空魚雷などを陸揚げした後、翌4月10日にダバオを出撃してリンガ泊地に向かった。しかしその道中でバリクパパンからダバオに単独向かう途中の特設運送船聖川丸（川崎汽船、6,862トン）と会合し、ダバオからサンボアンガまで護衛するよう命じられる。スールー海から引き返し、訓練と警戒を行いつつバシラン海峡を東航してダバオに向かった。その頃、アメリカ潜水艦レッドフィンがバリサン海峡東方で哨戒を行っていた。4月11日夕刻、レッドフィンは約10,000ヤードの距離でマストを発見。引き続き観測すると目標（秋雲）は吹雪型駆逐艦と目されジグザグ航行を行っており、18ノットの速力で航行していると推定された。レッドフィンは艦尾発射管で攻撃を行う事とし、18時15分、艦尾発射管から4本の魚雷を発射した。間もなく最初の魚雷は「秋雲」の一番砲塔付近に命中し、続いて二番目の魚雷はメインマスト付近に命中した。三番目の魚雷も命中したが、四番目の魚雷は外れたと考えられた。秋雲側では4本が命中したと判断された。魚雷の命中を受けて船体は45度に傾き、艦尾は海中に没していた。秋雲駆逐艦長入戸野篶生少佐は「総員退艦」を令した後、艦橋予備室に入って戸を閉め艦と運命をともにした。18時17分、北緯06度45分 東経122度41分 / 北緯6.750度 東経122.683度のサンボアンガ灯台の112度26.7海里地点において沈没した。この光景は付近を航行中の漁船が目撃しており、漁船からの通報を受けた「第35号駆潜艇」が救助にあたって生存者救助を行ったが、乗員のうち入戸野艦長以下133名が戦死し、准士官以上8名 と下士官兵108名の計116名が生還した。第十駆逐隊は2隻（風雲、朝雲）に減少した。
同年6月10日、駆逐艦「秋雲」は
不知火型駆逐艦、
帝国駆逐艦籍、
第10駆逐隊 のそれぞれから除籍された。

## 夕雲型か陽炎型か
「秋雲」は、艦艇研究の第一人者である福井静夫が夕雲型に分類していた こともあり、長らく夕雲型とみなされることが多かった。
また、ミッドウェー海戦以降に夕雲型駆逐艦3隻と共に第十駆逐隊を編成したことも影響している。損耗による寄せ集めの場合を除き、型の異なる駆逐艦の混成による駆逐隊は珍しかった。これは、速力や機動性が異なる艦同士は陣形維持が難しいことによるのだが、陽炎型と夕雲型の様に、基本的な性能が同じ艦同士ならそこまで問題にはならない。実際に陽炎型1番艦陽炎2番艦不知火も前級の朝潮型駆逐艦9番艦霞10番艦霰と共に第18駆逐隊を編成していた。
元海上自衛隊一等海佐で艦艇研究家の田村俊夫は、「夕雲型駆逐艦の中で、なぜ秋雲だけが二番砲塔の撤去と機銃増設を行ったのか」という疑問から「秋雲」に関する調査を行い、その結果を『世界の艦船』1994年4月号で公表した。田村が提示した根拠のうち「昭和16年3月25日付の内令第246号で『秋雲』は一等陽炎型に類別されている」 は、少なくとも日本海軍が「秋雲」を陽炎型駆逐艦として類別していたという一つの根拠である。また、秋雲准士官以上と第10駆逐隊司令部の集合写真に写っていた艦橋の形状が決定的な証拠とされた。
なお、上記の図面では「秋雲」の船体寸法は陽炎型と同一（秋雲が夕雲型であれば0.5m長いはずである）となっている。
他に証拠として挙げられるものに昭和17年5月24日付内令第840号「艦艇要目表中」の項目がある。秋雲の艦性能値は陽炎型舞風と同じ数値になっている。
上記の内令第246号に関連した艦艇類別等級表（昭和16年12月31日現在版）でも、秋雲は一等陽炎型の項目に登録されている。
さらに旧海軍公式図「横廠兵秘砲18第180号」の増備機銃関係図の表題があり、こちらには明確に「陽炎型秋雲」の記載がある。
艦艇研究家の遠藤昭の主催する戦前船舶研究会では「陽炎型に採用予定の島風という名前が丙型に回され、空いた部分へ秋雲が順送りされた。あるいは天津風を高圧機関試作艦としたため、島風が夕雲型と同じ予算にずれこんだ。このため本来秋雲型と呼ばれる筈だったものが夕雲が一番艦となり、雲の付く名前が別クラスになった事で福田造船官が間違えたのではないだろうか」と推測している。
ところで、当事者たる秋雲元乗組員はどう思っていたのか。田村の研究発表より前に、「駆逐艦秋雲会」によって上梓された『栄光の駆逐艦 秋雲』において、元乗組員である立山喬は次のような説明を行っている。
立山は「秋雲在艦当時一番若い士官で」「僅か九ヶ月の秋雲乗艦歴しか持たない身」 であり、「手元には駆逐艦秋雲関係の資料はほとんど皆無に等し」 い状況で資料収集や情報収集などを行い、編集委員長の大任をよく果たして『栄光の駆逐艦 秋雲』を世に送り出した人物である。
田村の発表は「若干の不確定要素」があるとみられる。また、田村の発表に対する秋雲の元乗組員などの反応は定かではない。

## 歴代艦長
艤装員長
1. 有本輝美智 中佐：1941年6月15日[8] - 9月27日[11]

駆逐艦長
1. 有本輝美智 中佐：1941年9月27日[11] - 1941年12月22日[19]
2. 相馬正平 中佐：1941年12月22日[19] - 1943年11月11日[88]
3. 入戸野篶生 少佐：1943年11月11日[88] - 1944年4月11日 戦死、同日付任海軍中佐[116]